# Château de La Roche-sur-Foron
Le château de La Roche (castrum de Rupe), parfois dit aussi château des princes de Genevois, est un ancien château fort, du XIIIe siècle, dont il ne reste qu'une tour dite des comtes de Genève, qui se dressait sur la commune de La Roche-sur-Foron dans le département de la Haute-Savoie, en région Auvergne-Rhône-Alpes.
Le château fait l’objet d’une inscription partielle au titre des monuments historiques par arrêté du 24 janvier 1944. Seul est inscrit le donjon.

## Situation
Le château de La Roche est situé dans le département français de la Haute-Savoie sur la commune de La Roche-sur-Foron, au sommet d'un rocher à l'est du bourg médiéval. L'enceinte fortifiée de la ville était garnie de tours. Le château se trouve sur le contrefort d'un éperon rocheux appartenant au versant septentrional du massif des Bornes. Ce rocher est à l'origine du nom de la ville. 
Il défendait l'accès à la vallée du Foron qu'il domine.

## Historique

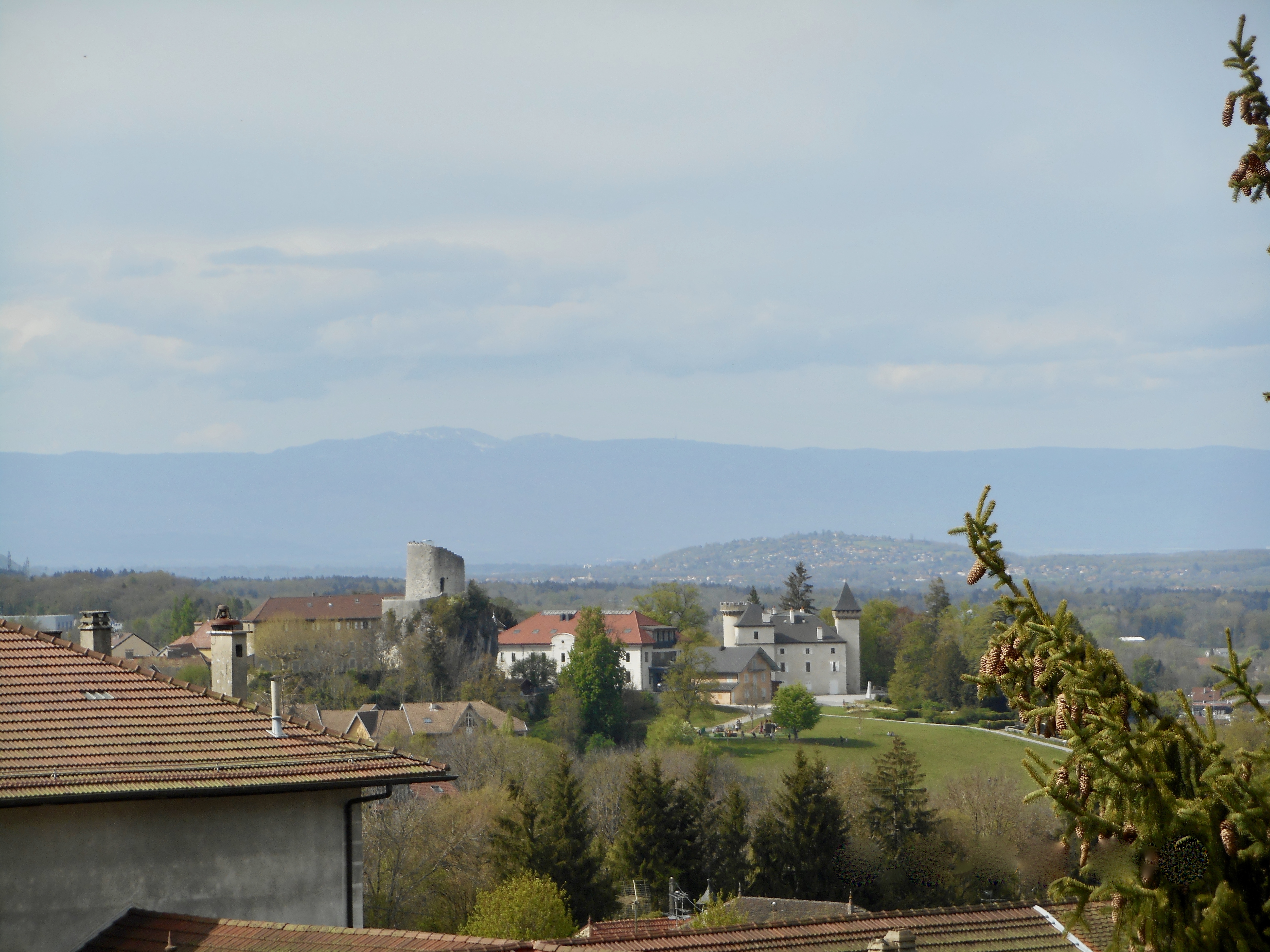
Vue sur la ville médiévale de La Roche-sur-Foron.

### Un site ancien
Le site semble accueillir, selon la déduction des historiens contemporains, très précocement, probablement dès la période préhistorique, un habitat fortifié.
Le château aurait été construit par les Burgondes au Xe siècle. Leur présence est attestée dans les environs dès les Ve – VIIe siècles.
Toutefois, les premières mentions de l'occupation du site ne remontent qu'au début du XIIe siècle (1120 pour La Roche), tout comme neuf autres castra « genevois ».

### Une forteresse médiévale
Le château est à l'origine du nom d'une famille seigneuriale, les La Roche. Un Pierre de La Roche (de Rocha) est ainsi mentionné au début du XIIe siècle,. Il part notamment en croisade où il meurt. Il est au début du XIe siècle entre les mains du comte Robert de Genève.
Le comte Aymon Ier de Genève, à la fin du XIe siècle y aurait fait dresser une grosse tour. En 1120, première apparition dans les textes du site sous le terme de castra.
Les comte de Genève y résident régulièrement, jusqu'au début du XIIe siècle avant de faire d'Annecy leur résidence principale. Par ailleurs, le bourg était habité par de nombreux nobles. La gestion du château est donnée à un officier, le vidomne, qui d'après Jean-Louis Grillet, pris le « titre de grand-châtelain de La Roche ». Le chanoine Grillet, citant les travaux de François Capré, précise que cette charge est donnée aux « premiers gentilshommes de la province ».
En 1178, les comtes de Genève font hommage à l'abbé d'Agaune, Borcard, pour leurs châteaux de La Roche, de Chaumont, et pour la moitié de Hauteville,,,. Pour Louis Blondel, cet hommage pour le château et les différents droits associés permet d'indiquer que le « vidomnat, charge dépendant à l'origine d'un pouvoir ecclésiastique, est probablement celui de l'abbaye » et qu'ainsi « La Roche serait donc un ancien fisc royal des rois de Bourgogne cédé à l'abbaye ».
L'année suivante un conflit oppose le comte à une partie de ses vassaux qui soutiennent l'évêque de Genève,. À la suite de la tentative malheureuse de Guillaume Ier de Genève de prendre Genève, sa femme la comtesse Béatrice de Faucigny avec deux de ses fils qui se sont réfugiés à La Roche sont assiégés,,,. Le comte sort vainqueur de la confrontation et reprend la place. Lors de ce siège, il reçoit un soutien financier des chartreux de Pomier,,.
Au XIIIe siècle le château est à nouveau assailli. Le comte Pierre II de Savoie y assiège Rodolphe de Genève, petit-fils de Guillaume Ier, qui doit capituler. Rentré en possession du château, les comtes de Genève le garderont jusqu'à Pierre de Genève ;  qui le lègue, dans son testament en date du 24 mars 1392, à sa femme Marguerite de Joinville qui épousera en troisièmes noces Ferry Ier de Vaudémont. En 1411, il est la propriété du comte de Savoie Amédée VIII.

### Période moderne
Au cours de la guerre qui opposa le duc de Savoie d'une part à Genève et au roi de France d'autre part, entre 1589 et 1593, la place forte que constituait La Roche fut assiégée et ravagée par les ennemis de la Savoie. C'est en effet pendant la nuit du 29 mars 1590, lors de l'intrusion des Genevois à La Roche, que fut détruite la forteresse.
Dans son testament du 6 octobre 1675, la dernière héritière des Genève-Lullin, Marie, lègue l'ensemble de ses droits et possessions, notamment les châteaux du Crédoz, de La Roche, de Monnetier et de Mornex, à la duchesse de Savoie, Christine de France,. Ces fiefs sont par la suite inféodés et érigés en marquisat, par le duc Victor-Amédée II, le 21 février 1682, au président Thomas Granery (Acte du 10 mars 1682), comte de Mercenasque, ministre et surintendant général des finances de Savoie,,.

### Période contemporaine
Le donjon fait l’objet d’une inscription partielle au titre des monuments historiques par arrêté du 24 janvier 1944.

## Description

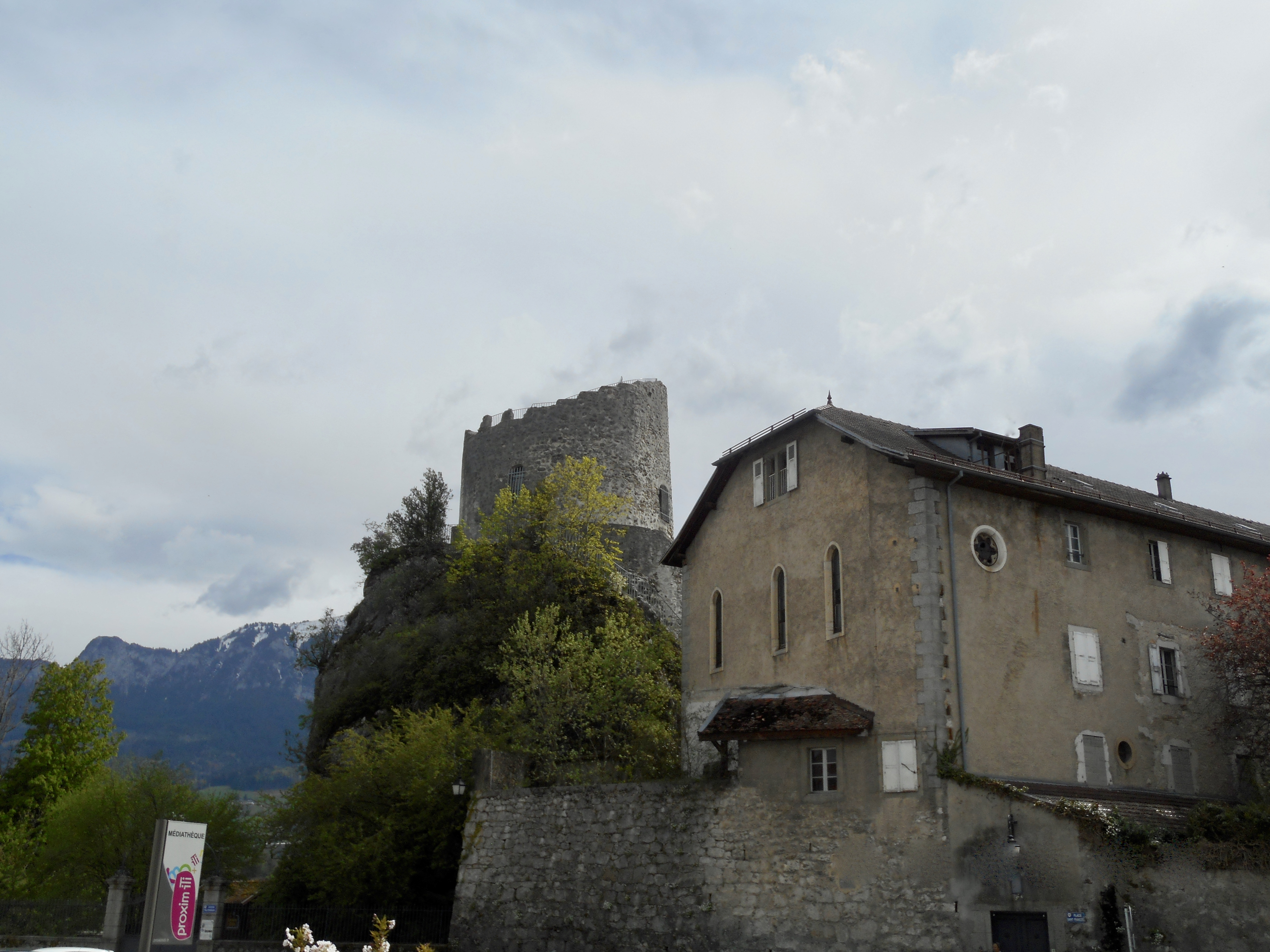
Donjon du château de La Roche-sur-Foron, printemps 2019.

La tour qui fut vraisemblablement érigée dans le deuxième quart du XIIIe siècle, était en fait le donjon de la forteresse. Il s'agit de l'une des premières tours circulaires construites en Savoie. Cette nouvelle architecture constituait alors un progrès important car elle supprimait les angles morts. De très beaux exemples de ce type d'architecture militaire existent en Savoie, notamment au château de Thorens, à quelques kilomètres de La Roche-sur-Foron.
La tour maitresse circulaire isolée des comtes de Genève est bâtie à cheval sur la faille naturelle d'un très imposant rocher. Ce bloc erratique transporté par le glacier du Mont-Blanc fut posé il y a environ 10 000 ans, lors de la fonte des glaces. Cette faille fut murée à l'extérieur par les bâtisseurs du donjon ; ceux-ci la subdivisèrent à l'intérieur formant ainsi quatre caves naturelles superposées. Au-dessus du rocher, le donjon lui-même était constitué de trois étages.
Depuis la fin du XIXe siècle, à la suite des travaux des moines capucins de La Roche, propriétaires de la tour à cette époque, on traverse le rocher de part en part : on peut donc croire qu'il y a deux rochers alors qu'il s'agit bien du même.
Du château il ne reste que quelques pans de murs. Le donjon, dressé dans la seconde moitié du XIIIe siècle, est juché sur son rocher de 17 mètres de hauteur ; la tour quant à elle ne mesure plus que 11 mètres de haut sur la vingtaine qu'elle mesurait probablement à l'origine et à des murs épais de près de 4 mètres d'épaisseur. On lui accola par la suite un logis, faisant de cet ensemble un « donjon », sans en modifier son accès qui se trouvait en hauteur. Le château bénéficia des innovations qui portèrent sur les enceintes et on dota la forteresse d'un mur-bouclier formant un angle de 140°.

## Châtellenie de La Roche
Le château de La Roche est le centre d'une châtellenie, dit aussi mandement (mandamentum). Il s’agit plus particulièrement d’une châtellenie comtale, relevant directement du comte de Genève.
Dans le comté de Savoie, puis le duché, le châtelain est un « [officier], nommé pour une durée définie, révocable et amovible »,. Il est chargé de la gestion de la châtellenie ou mandement, il perçoit les revenus fiscaux du domaine, et il s'occupe de l'entretien du château. Le châtelain est parfois aidé par un receveur des comptes, qui rédige « au net [...] le rapport annuellement rendu par le châtelain ou son lieutenant ».
Le vidome, puis le Grand-châtelain a pour fonction d'administrer tant la châtellenie de La Roche que la mestralie des Bornes. Le chanoine Grillet, qui reprend en partie le Traité historique de la Chambre des comptes de Savoye (1662) de François Capré, rappelle quelques grandes personnalités, issues de la noblesse genevoise, « Jean de Compey, Jean de Sales, Christophe de Sales, Amé de Viry, qui avaient des vice-châtelains des Maisons de Chaumont, de Menthon, de Noveiry, etc. ». Parmi ces différentes familles, le médiéviste Bernard Demotz observe prédominance des Menthon, famille anciennement vassale des comtes de Genève, qui obtiennent de leur nouveau prince, le comte de Savoie, régulièrement la charge entre les XIVe et XVe siècles,.

### Fonds d'archives
- Série : Comptes des châtellenies (1321-1586 • 1411-1515). Fonds : Comptes des châtellenies, des subsides, des revenus et des judicatures; Cote : SA 17878-17926 • SA 11927-12011. Chambéry : Archives départementales de la Savoie (présentation en ligne).
- Série : SA (XIIIe siècle-XVIe siècle). Fonds : Inventaire-Index des comptes de châtellenie et de subsides. Chambéry : Archives départementales de la Savoie (lire en ligne).p. 448-458, « La Roche »